# Bernabé Ferreyra
Bernabé Ferreyra (Rufino, 12 febbraio 1909 – Buenos Aires, 22 maggio 1972) è stato un calciatore argentino, di ruolo attaccante.

## Carriera
Nella massima serie argentina realizzò 206 gol in 198 partite. Il rapporto tra reti segnate da Ferreyra e partite giocate è di 1,04; tale media, in sudamerica, è paragonabile soltanto con quelle di Valeriano López (1,04) e Arthur Friedenreich (1,10). Nonostante questo giocò solo 4 partite in nazionale con una sola rete.
Bernabé Ferreyra è stata la prima vera stella del calcio argentino,
uno dei pochi ad avere più gol segnati che presenze. Non era molto
alto, ma aveva un fisico possente. Il suo era il tiro più
temuto di tutta l'Argentina. Secondo alcuni poteva spedire
direttamente in porta col pallone chiunque provasse ad
ostacolare le sue cannonate. I più sfortunati furono i
portieri, che spesso tornarono a casa con polsi e mani
rotte. Decise di ritirarsi nel 1939, a soli trent'anni, quando sentì
che il proprio corpo cominciava a non essere più quello di
un tempo.
Il giorno del suo addio, dopo aver salutato il pubblico,
entrò negli spogliatoi e si sedette sulla panca, al suo solito
posto. I compagni di squadra e l'allenatore lo fissavano in
silenzio. Accese una sigaretta. Dopo aver aspirato e
buttato fuori il fumo, esitò per qualche secondo. Poi, con
molta franchezza disse: "Grazie a tutti, è stato un viaggio
bellissimo. Preferisco ritirarmi dal calcio prima che lui si
ritiri da me".

## Palmarès

### Club

#### Competizioni nazionali
- Campionato argentino: 3

River Plate: 1932, 1936, 1937

### Individuale
- Capocannoniere del Campionato di calcio argentino: 1

1932 (43 gol)